# Pend d'Oreille
Il Pend Oreille o Pend d'Oreille è un fiume dell'America settentrionale, affluente del fiume Columbia. Il corso è di circa 209 km. Attraversa l'Idaho settentrionale, il nord-est di Washington negli Stati Uniti e il sud-est della Columbia Britannica in Canada.
Lungo il fiume ci sono la diga Boundary, la diga Seven Mile e la diga Waneta.